# Force aérienne de la République Islamique de Mauritanie
La Al-Quwwat al-Jawwiyya Līl-Jumhūriyya al-Islāmiyya al-Mawrītāniyya,  (in arabo     القوات الجوية للجمهورية الإسلامية الموريتانية‎?),  o anche, in lingua francese, Force aérienne de la République Islamique de Mauritanie, è l'aeronautica militare della Repubblica Islamica di Mauritania e parte integrante, assieme a Esercito e Marina militare, delle Forze Armate della Mauritania.

## Storia
Dopo l'indipendenza della Mauritania nel 1960, furono acquistati alcuni aeromobili dalla Francia: il Douglas C-47 e il MH-1521 per l'Aeronautica militare della Mauritania; in seguito vennero sostituiti dai Britten Norman BN-2, questi ultimi vennero utilizzati per il trasporto e la sorveglianza durante la guerra del Sahara Occidentale.

## Aeromobili in uso
Sezione aggiornata annualmente in base al World Air Force di Flightglobal del corrente anno. Tale dossier non contempla UAV, aerei da trasporto VIP ed eventuali incidenti accorsi durante l'anno della sua pubblicazione. Modifiche giornaliere o mensili che potrebbero portare a discordanze nel tipo di modelli in servizio e nel loro numero rispetto a WAF, vengono apportate in base a siti specializzati, periodici mensili e bimestrali. Tali modifiche vengono apportate onde rendere quanto più aggiornata la tabella.
Vista la situazione economica in cui versa il paese, sia la polizia aerea, sia la linea addestrativa hanno problemi di operatività e non tutti i velivoli in organico sono efficienti.
| Aeromobile                     | Origine          | Tipo                              | Versione (denominazione locale) | In servizio (2024) | Note                                                               | Immagine         |
| Aerei da combattimento         |                  |                                   |                                 |                    |                                                                    |                  |
| Embraer A-29 Super Tucano      | Brasile          | COIN                              | A-29B                           | 4                  | 4 A-29B consegnati.                                                |                  |
| Aerei per impieghi speciali    |                  |                                   |                                 |                    |                                                                    |                  |
| Piper PA-31 Navajo             | Stati Uniti      | Aereo da pattugliamento marittimo | PA-31T MPA                      | 2                  | 2 PA-31T MPA consegnati.                                           |                  |
| Cessna 208 Caravan             | Stati Uniti      | aereo da ricognizione             | C208 ISR                        | 2                  | 2 C208 ISR consegnati.                                             |                  |
| Britten-Norman BN-2 Islander   | Regno Unito      | Aereo da pattugliamento marittimo | BN-2T ASW                       | 3                  |                                                                    |                  |
| Aerei da trasporto             |                  |                                   |                                 |                    |                                                                    |                  |
| IPTN CN-235                    | Spagna Indonesia | aereo da trasporto tattico        | CN-235M-110                     | 2                  | 2 CN-235M-110 consegnati di cui uno ex UAE ricevuto a maggio 2019. |                  |
| Cessna 441                     | Stati Uniti      | aereo da trasporto leggero        | Cessna 441M                     | 1                  | 1 Cessna 441M consegnato.                                          |                  |
| Pilatus PC-6 Porter            | Svizzera         | aereo da trasporto leggero        | PC-6B-2H4                       | 1                  | 1 PC-6B-2H4 consegnato.                                            |                  |
| Harbin Y-12                    | Cina             | aereo da trasporto leggero        | Y-12-I                          | 1                  | 1 Y-12I consegnato.                                                | su airliners.net |
| Basler BT-67                   | Stati Uniti      | Aereo da trasporto                | BT-67                           | 1                  | 1 BT-67 consegnato.                                                |                  |
| Beechcraft B350 Super King Air | Stati Uniti      | Aereo da trasporto                | B350                            | 2                  |                                                                    |                  |
| Aerei da addestramento         |                  |                                   |                                 |                    |                                                                    |                  |
| Embraer EMB 312 Tucano         | Brasile          | aereo da addestramento            | EMB-312F                        | 3                  | 4 EMB-312F consegnati.                                             |                  |
| Alenia Aermacchi SF-260        | Italia           | Aereo da addestramento            | SF-260EU                        | 2                  | 4 SF-260EU consegnati.                                             |                  |
| Elicotteri                     |                  |                                   |                                 |                    |                                                                    |                  |
| Harbin Z-9 Haitun              | Cina             | elicottero multiruolo             | Z-9A                            | 2                  | 2 Z-9 consegnati.                                                  |                  |
| AgustaWestland AW109           | Italia           | elicottero utility                | A109E                           | 2                  | 2 AW109E consegnati.                                               |                  |